# Кастеньєро
Кастеньєро (італ. Castegnero, вен. Castegnero) — муніципалітет в Італії, у регіоні Венето, провінція Віченца.
Кастеньєро розташоване на відстані близько 410 км на північ від Рима, 60 км на захід від Венеції, 12 км на південь від Віченци.
Населення — 2953 особи (2014).
Покровитель — святий Юрій.

## Демографія
Населення за роками:

Станом на 1 січня 2023 року в муніципалітеті офіційно проживали 224 іноземці з 32 країн, серед них 46 громадян країн Євросоюзу та 3 громадяни України.

## Сусідні муніципалітети
- Аркуньяно
- Лонгаре
- Монтегальделла
- Нанто